# Планетарій і астрономічна обсерваторія в Лодзі
Планетарій і астрономічна обсерваторія Арего Штернфельда в Лодзі — науково-просвітницька установа у Лодзі. Лодзьким планетарієм керує Департамент освіти та фізичної культури Управління міста Лодзь за підтримки Управління освіти.

## Історія
Планетарій був заснований 1 вересня 1984 року.
У 1989 році був створений Громадський комітет з розширення та модернізації планетарію. У 1991 році Комітет заснував фонд «Омега» для розширення планетарію, яке відбулося в 1997/1998 роках. 1
7 квітня 2002 року міська рада в Лодзі присвоїла планетарію ім'я Арего Штернфельда, лодзького піонера обчислень траєкторій польотів штучних супутників Землі.

## Обладнання
Купол планетарію Лодзі має діаметр 6 м. У показах можуть брати участь до 32 глядачів.
В обсерваторії проводяться дослідження. Основні теми — спостереження за затемненнями, метеорами та сонячною активністю.